# Норрис, Майлз
Майлз Норрис (англ. Miles Norris; род. 15 апреля 2000, Сан-Франциско, Калифорния) — американский баскетболист, тяжёлый форвард, выступает за клуба НБА «Бостон Селтикс».

## Профессиональная карьера
6 июля 2023 года, после того, Норрис не был выбран на драфте НБА 2023 года, он подписал двусторонний контракт с клубом НБА «Атланта Хокс» и их фарм-клубом в Джи-Лиге НБА «Колледж-Парк Скайхокс». 22 декабря «Атланта» отчислила Норриса, а он так и не сыграл за них, четыре дня спустя он стал полноценным игроком «Колледж-Парка».
3 апреля 2024 года Норрис подписал контракт с «Чагдаш Бодрумспор» из турецкой Суперлиги.
16 октября 2024 года Норрис подписал контракт с «Мемфис Гриззлис», но был отчислен через три дня. 28 октября он присоединился к «Мемфис Хастл».
2 марта 2025 года Норрис подписал двусторонний контракт с «Бостон Селтикс» и их фармом «Мэн Селтикс». 6 марта он дебютировал за «Бостон» в матче против «Филадельфии» и провёл на площадке 4 минуты, за которые сделал 2 подбора.

## Статистика

### Статистика в НБА
| Сезон                                                                                    | Команда        | Регулярный сезон | Регулярный сезон | Регулярный сезон | Регулярный сезон | Регулярный сезон | Регулярный сезон | Регулярный сезон | Регулярный сезон | Регулярный сезон | Регулярный сезон | Регулярный сезон | Серия плей-офф | Серия плей-офф | Серия плей-офф | Серия плей-офф | Серия плей-офф | Серия плей-офф | Серия плей-офф | Серия плей-офф | Серия плей-офф | Серия плей-офф | Серия плей-офф |
| Сезон                                                                                    | Команда        | GP               | GS               | MPG              | FG%              | 3P%              | FT%              | RPG              | APG              | SPG              | BPG              | PPG              | GP             | GS             | MPG            | FG%            | 3P%            | FT%            | RPG            | APG            | SPG            | BPG            | PPG            |
| ---------------------------------------------------------------------------------------- | -------------- | ---------------- | ---------------- | ---------------- | ---------------- | ---------------- | ---------------- | ---------------- | ---------------- | ---------------- | ---------------- | ---------------- | -------------- | -------------- | -------------- | -------------- | -------------- | -------------- | -------------- | -------------- | -------------- | -------------- | -------------- |
| 2024/25                                                                                  | Бостон Селтикс | 3                | 0                | 11,6             | 22,2             | 28,6             | 50,0             | 3,0              | 0,0              | 0,7              | 0,3              | 2,3              | Не участвовал  | Не участвовал  | Не участвовал  | Не участвовал  | Не участвовал  | Не участвовал  | Не участвовал  | Не участвовал  | Не участвовал  | Не участвовал  | Не участвовал  |
|                                                                                          | Всего          | 3                | 0                | 11,6             | 22,2             | 28,6             | 50,0             | 3,0              | 0,0              | 0,7              | 0,3              | 2,3              | Не участвовал  | Не участвовал  | Не участвовал  | Не участвовал  | Не участвовал  | Не участвовал  | Не участвовал  | Не участвовал  | Не участвовал  | Не участвовал  | Не участвовал  |
| Наведите курсор мыши на аббревиатуры в заголовке таблицы, чтобы прочесть их расшифровку. |                |                  |                  |                  |                  |                  |                  |                  |                  |                  |                  |                  |                |                |                |                |                |                |                |                |                |                |                |

### Статистика в Джи-Лиге
| Сезон                                                                                    | Команда               | Регулярный сезон | Регулярный сезон | Регулярный сезон | Регулярный сезон | Регулярный сезон | Регулярный сезон | Регулярный сезон | Регулярный сезон | Регулярный сезон | Регулярный сезон | Регулярный сезон | Серия плей-офф | Серия плей-офф | Серия плей-офф | Серия плей-офф | Серия плей-офф | Серия плей-офф | Серия плей-офф | Серия плей-офф | Серия плей-офф | Серия плей-офф | Серия плей-офф |
| Сезон                                                                                    | Команда               | GP               | GS               | MPG              | FG%              | 3P%              | FT%              | RPG              | APG              | SPG              | BPG              | PPG              | GP             | GS             | MPG            | FG%            | 3P%            | FT%            | RPG            | APG            | SPG            | BPG            | PPG            |
| ---------------------------------------------------------------------------------------- | --------------------- | ---------------- | ---------------- | ---------------- | ---------------- | ---------------- | ---------------- | ---------------- | ---------------- | ---------------- | ---------------- | ---------------- | -------------- | -------------- | -------------- | -------------- | -------------- | -------------- | -------------- | -------------- | -------------- | -------------- | -------------- |
| 2023/24                                                                                  | Колледж-Парк Скайхокс | 45               | 43               | 29,2             | 44,4             | 35,3             | 74,5             | 6,0              | 1,2              | 1,0              | 0,8              | 11,5             | Не участвовал  | Не участвовал  | Не участвовал  | Не участвовал  | Не участвовал  | Не участвовал  | Не участвовал  | Не участвовал  | Не участвовал  | Не участвовал  | Не участвовал  |
| 2024/25                                                                                  | Мемфис Хастл          | 36               | 36               | 30,6             | 46,7             | 38,6             | 76,9             | 5,5              | 1,3              | 1,0              | 0,5              | 17,1             | Не участвовал  | Не участвовал  | Не участвовал  | Не участвовал  | Не участвовал  | Не участвовал  | Не участвовал  | Не участвовал  | Не участвовал  | Не участвовал  | Не участвовал  |
| 2024/25                                                                                  | Мэн Селтикс           | 8                | 5                | 29,8             | 44,7             | 39,3             | 100,0            | 6,3              | 1,3              | 0,8              | 0,4              | 14,5             | 3              | 3              | 32,6           | 72,4           | 63,6           | 57,1           | 6,7            | 0,0            | 1,3            | 1,3            | 20,7           |
|                                                                                          | Всего                 | 89               | 84               | 29,8             | 45,5             | 37,4             | 76,7             | 5,8              | 1,3              | 1,0              | 0,7              | 14,0             | 3              | 3              | 32,6           | 72,4           | 63,6           | 57,1           | 6,7            | 0,0            | 1,3            | 1,3            | 20,7           |
| Наведите курсор мыши на аббревиатуры в заголовке таблицы, чтобы прочесть их расшифровку. |                       |                  |                  |                  |                  |                  |                  |                  |                  |                  |                  |                  |                |                |                |                |                |                |                |                |                |                |                |

### Статистика в NCAA
| Сезон | Команда          | Conf             | Class            | GP  | GS | MPG  | FG%  | 3P%  | FT%  | RPG | APG | SPG | BPG | PPG  |
| --- | ---------------- | ---------------- | ---------------- | --- | -- | ---- | ---- | ---- | ---- | --- | --- | --- | --- | ---- |
| 2018/19 | Орегон           | Pac-12           | FR               | 27  | 0  | 10,5 | 54,0 | 24,0 | 50,0 | 1,9 | 0,1 | 0,5 | 0,3 | 3,3  |
| 2020/21 | УК Санта-Барбара | Big West         | SO               | 27  | 25 | 25,5 | 48,1 | 37,8 | 75,7 | 4,6 | 1,8 | 0,7 | 0,9 | 9,7  |
| 2021/22 | УК Санта-Барбара | Big West         | SR               | 28  | 28 | 29,4 | 44,7 | 35,6 | 79,4 | 5,6 | 1,3 | 0,8 | 0,6 | 10,3 |
| 2022/23 | УК Санта-Барбара | Big West         | SR               | 35  | 35 | 33,5 | 49,0 | 39,1 | 84,4 | 6,1 | 1,2 | 1,1 | 0,8 | 14,1 |
| Всего | Всего            | Всего            | Всего            | 117 | 88 | 25,4 | 48,0 | 36,7 | 77,2 | 4,6 | 1,1 | 0,8 | 0,7 | 9,7  |
| Орегон | Орегон           | Орегон           | Орегон           | 27  | 0  | 10,5 | 54,0 | 24,0 | 50,0 | 1,9 | 0,1 | 0,5 | 0,3 | 3,3  |
| УК Санта-Барбара | УК Санта-Барбара | УК Санта-Барбара | УК Санта-Барбара | 90  | 88 | 29,8 | 47,6 | 37,7 | 81,1 | 5,5 | 1,4 | 0,9 | 0,8 | 11,6 |
| Наведите курсор мыши на аббревиатуры в заголовке таблицы, чтобы прочесть их расшифровку Статистика приведена с сайта sports-reference.com |                  |                  |                  |     |    |      |      |      |      |     |     |     |     |      |

### Статистика в других лигах
| Сезон | Команда           | Лига             | GP | GS | MPG  | FG%  | 3P% | FT%   | RPG | APG | SPG | BPG | PFL | TOV | PPG |
| --- | ----------------- | ---------------- | -- | -- | ---- | ---- | --- | ----- | --- | --- | --- | --- | --- | --- | --- |
| 2023/24 | Чагдаш Бодрумспор | Чемпионат Турции | 4  | 2  | 16,0 | 40,0 | 0,0 | 100,0 | 3,8 | 1,3 | 1,0 | 0,3 | 1,0 | 1,5 | 5,3 |
| Всего | Всего             | Всего            | 4  | 2  | 16,0 | 40,0 | 0,0 | 100,0 | 3,8 | 1,3 | 1,0 | 0,3 | 1,0 | 1,5 | 5,3 |
| Наведите курсор мыши на аббревиатуры в заголовке таблицы, чтобы прочесть их расшифровку Статистика приведена с сайта basketball.realgm.com |                   |                  |    |    |      |      |     |       |     |     |     |     |     |     |     |